# Рафіта
Рафаель Рамос Лосано (ісп. Rafael Ramos Lozano, нар. 18 серпня 1982, Пальма), відомий як Рафіта (ісп. Rafita) — іспанський футболіст, правий захисник.

## Ігрова кар'єра
Народився 18 серпня 1982 року в місті Пальма. Вихованець футбольної школи місцевої «Мальорки».
У дорослому футболі дебютував 2001 року виступами на правах оренди за «Ферріоленсе». Наступного року повернувся до рідного клубу і почав виступати за  його другу команду, Був її основним правим захисником і протягом трьох років взяв у її складі участь у 100 іграх Сегунди Б, третього іспанського дивізіону.
У сезоні 2005/06 був включений до заявки основної команди «Мальорки», у якій дебютував в іграх Ла-Ліги, щоправда взявши участь лише в одному матчі. 
2006 року залишив рідний клуб і протягом наступних семи сезонів грав у другому дивізіоні за «Реал Мурсія», «Кастельйон», «Рекреатіво» (Уельва) та «Альмерію». У складі останньої 2013 року здобув підвищення в класі і сезон 2013/14 відіграв за неї у найвищому іспанському дивізіоні.
2014 року продовжив кар'єру в «Еркулесі» в Сегунді Б, де провів два сезони, після чого до кінця 2010-х грав за нижчолігові  «Новелду» та «Оріуелу».